# 15e législature du Canada

La distribution initiale des sièges lors de la du Canada

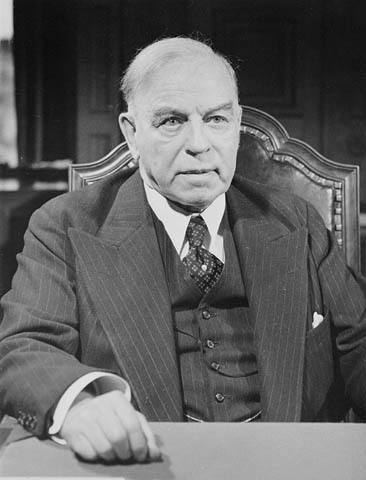
William Lyon Mackenzie King fut premier ministre durant la majeure partie de la.

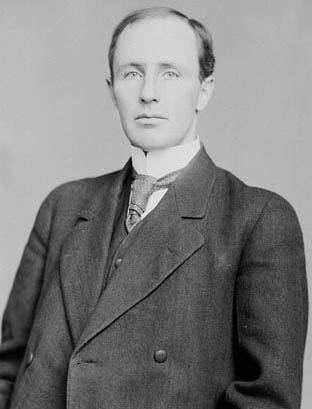
Arthur Meighen et le Parti conservateur prirent brièvement le pouvoir vers peu avant la fin de la.

La 15e législature du Canada fut en session du 7 janvier au 2 juillet 1926. Sa composition fut déterminée par les élections de 1925 et fut légèrement modifiée par des démissions et des élections partielles tenues avant les élections de 1926.
Initialement, la législature fut contrôlée par une minorité parlementaire détenue par le Parti libéral dirigé par William Lyon Mackenzie King, malgré le fait qu'il soit le deuxième parti de la chambre en termes de siège parce qu'il détenait la balance du pouvoir avec le Parti progressiste. L'Opposition officielle fut détenue par le Parti conservateur et son chef Arthur Meighen. Après l'Affaire King-Byng, les Conservateurs prirent le pouvoir. Le désordre entourant cette affaire déclencha des élections hâtives.
Le Président fut Rodolphe Lemieux.
Ce fut la deuxième fois que deux partis politiques prirent le pouvoir dans une même législature, la première occasion survenue lors de la 2e législature du Canada.
Voici l'unique session parlementaire de la 15e législature:
| Session | Début          | Fin            |
| ------- | -------------- | -------------- |
| 1re     | 7 janvier 1926 | 2 juillet 1926 |

## Liste des députés
Les circonscriptions marquées d'un astérisque (*) indiquent qu'elles sont représentées par deux députés.

### Alberta
| Circonscription | Circonscription | Nom                           | Parti                     |
| --------------- | --------------- | ----------------------------- | ------------------------- |
| Acadia          |                 | Robert Gardiner               | Progressiste              |
| Athabaska       |                 | Charles Wilson Cross          | Libéral                   |
| Battle River    |                 | Henry Elvins Spencer          | Progressiste              |
| Bow River       |                 | Edward Joseph Garland         | Progressiste              |
| Calgary-Est     |                 | Fred Davis                    | Conservateur              |
| Calgary-Ouest   |                 | Richard Bedford Bennett       | Conservateur              |
| Camrose         |                 | William Thomas Lucas          | United Farmers of Alberta |
| Edmonton-Est    |                 | Ambrose Upton Gledstanes Bury | Conservateur              |
| Edmonton-Ouest  |                 | Charles Stewart               | Libéral                   |
| Lethbridge      |                 | Lincoln Henry Jelliff         | Progressiste              |
| Macleod         |                 | George Gibson Coote           | Progressiste              |
| Medicine Hat    |                 | Frederick William Gershaw     | Libéral                   |
| Peace River     |                 | Donald MacBeth Kennedy        | Progressiste              |
| Red Deer        |                 | Alfred Speakman               | United Farmers of Alberta |
| Vegreville      |                 | Arthur Moren Boutillier       | Progressiste              |
| Wetaskiwin      |                 | Stanley Gilbert Tobin         | Libéral                   |

### Colombie-Britannique
| Circonscription   | Circonscription | Nom                       | Parti        |
| ----------------- | --------------- | ------------------------- | ------------ |
| Cariboo           |                 | John Anderson Fraser      | Conservateur |
| Comox—Alberni     |                 | Alan Webster Neill        | Indépendant  |
| Fraser Valley     |                 | Harry James Barber        | Conservateur |
| Kootenay-Est      |                 | James Horace King         | Libéral      |
| Kootenay-Ouest    |                 | William Kemble Esling     | Conservateur |
| Nanaimo           |                 | Charles Herbert Dickie    | Conservateur |
| New Westminster   |                 | William Garland McQuarrie | Conservateur |
| Skeena            |                 | Alfred Stork              | Libéral      |
| Vancouver—Burrard |                 | John Arthur Clark         | Conservateur |
| Vancouver-Centre  |                 | Henry Herbert Stevens     | Conservateur |
| Vancouver-Nord    |                 | Dugald Donaghy            | Libéral      |
| Vancouver-Sud     |                 | Leon Johnson Ladner       | Conservateur |
| Victoria          |                 | Simon Fraser Tolmie       | Conservateur |
| Yale              |                 | Grote Stirling            | Conservateur |

### Île-du-Prince-Édouard
| Circonscription | Circonscription | Nom                      | Parti        |
| --------------- | --------------- | ------------------------ | ------------ |
| King's          |                 | John Alexander Macdonald | Conservateur |
| Prince          |                 | Alfred Edgar MacLean     | Libéral      |
| Queen's*        |                 | Robert Harold Jenkins    | Libéral      |
| Queen's*        |                 | John Albert Messervy     | Conservateur |

### Manitoba
| Circonscription      | Circonscription | Nom                     | Parti        |
| -------------------- | --------------- | ----------------------- | ------------ |
| Brandon              |                 | Robert Forke            | Progressiste |
| Dauphin              |                 | William John Ward       | Progressiste |
| Lisgar               |                 | John Livingstone Brown  | Progressiste |
| Macdonald            |                 | William James Lovie     | Progressiste |
| Marquette            |                 | Henry Alfred Mullins    | Conservateur |
| Neepawa              |                 | Thomas Gerow Murphy     | Conservateur |
| Nelson               |                 | Thomas William Bird     | Progressiste |
| Portage la Prairie   |                 | Arthur Meighen          | Conservateur |
| Provencher           |                 | Arthur-Lucien Beaubien  | Progressiste |
| Selkirk              |                 | Hannes Marino Hannesson | Conservateur |
| Souris               |                 | James Steedsman         | Progressiste |
| Springfield          |                 | Thomas Hay              | Conservateur |
| Saint-Boniface       |                 | John Power Howden       | Libéral      |
| Winnipeg-Nord        |                 | Abraham Albert Heaps    | Travailliste |
| Winnipeg-Nord-Centre |                 | James Shaver Woodsworth | Travailliste |
| Winnipeg-Sud         |                 | Robert Rogers           | Conservateur |
| Winnipeg-Sud-Centre  |                 | William Walker Kennedy  | Conservateur |

### Nouveau-Brunswick
| Circonscription       | Circonscription | Nom                   | Parti        |
| --------------------- | --------------- | --------------------- | ------------ |
| Charlotte             |                 | Robert Watson Grimmer | Conservateur |
| Gloucester            |                 | Jean George Robichaud | Libéral      |
| Kent                  |                 | Alexandre Doucet      | Conservateur |
| Northumberland        |                 | Charles Elijah Fish   | Conservateur |
| Restigouche—Madawaska |                 | Arthur Culligan       | Conservateur |
| Royal                 |                 | George Burpee Jones   | Conservateur |
| Saint-Jean—Albert*    |                 | Thomas Bell           | Conservateur |
| Saint-Jean—Albert*    |                 | Murray MacLaren       | Conservateur |
| Victoria—Carleton     |                 | James Kidd Flemming   | Conservateur |
| Westmorland           |                 | Otto Baird Price      | Conservateur |
| York—Sunbury          |                 | Richard Burpee Hanson | Conservateur |

### Nouvelle-Écosse
| Circonscription           | Circonscription | Nom                       | Parti        |
| ------------------------- | --------------- | ------------------------- | ------------ |
| Antigonish—Guysborough    |                 | Edward Mortimer Macdonald | Libéral      |
| Cap-Breton-Victoria-Nord  |                 | Lewis Wilkieson Johnstone | Conservateur |
| Cap-Breton-Sud            |                 | Finlay Macdonald          | Conservateur |
| Colchester                |                 | George Taylor Macnutt     | Conservateur |
| Cumberland                |                 | Robert Knowlton Smith     | Conservateur |
| Digby—Annapolis           |                 | Harry Bernard Short       | Conservateur |
| Halifax*                  |                 | William Anderson Black    | Conservateur |
| Halifax*                  |                 | Felix Patrick Quinn       | Conservateur |
| Hants—Kings               |                 | Arthur de Witt Foster     | Conservateur |
| Inverness                 |                 | Isaac Duncan Macdougall   | Conservateur |
| Pictou                    |                 | Thomas Cantley            | Conservateur |
| Queens—Lunenburg          |                 | William Duff              | Libéral      |
| Richmond—Ouest-Cap-Breton |                 | John Alexander MacDonald  | Conservateur |
| Shelburne—Yarmouth        |                 | Paul Lacombe Hatfield     | Libéral      |

### Ontario
| Circonscription         | Circonscription | Nom                                                | Parti                    |
| ----------------------- | --------------- | -------------------------------------------------- | ------------------------ |
| Algoma-Est              |                 | George Brecken Nicholson                           | Conservateur             |
| Algoma-Ouest            |                 | Thomas Edward Simpson                              | Conservateur             |
| Brantford City          |                 | Robert Edwy Ryerson                                | Conservateur             |
| Brant                   |                 | Franklin Smoke                                     | Conservateur             |
| Bruce-Nord              |                 | James Malcolm                                      | Libéral                  |
| Bruce-Sud               |                 | Walter Allan Hall                                  | Libéral                  |
| Carleton                |                 | William Foster Garland                             | Conservateur             |
| Dufferin—Simcoe         |                 | William Earl Rowe                                  | Conservateur             |
| Durham                  |                 | Fred Wellington Bowen                              | Conservateur             |
| Elgin-Ouest             |                 | Hugh Cummings McKillop                             | Conservateur             |
| Essex-Est               |                 | Raymond Ducharme Morand                            | Conservateur             |
| Essex-Ouest             |                 | Sidney Cecil Robinson                              | Conservateur             |
| Essex-Sud               |                 | Eccles James Gott                                  | Conservateur             |
| Fort-William            |                 | Robert James Manion                                | Conservateur             |
| Frontenac—Addington     |                 | John Wesley Edwards                                | Conservateur             |
| Glengarry               |                 | Archibald John Macdonald                           | Libéral                  |
| Grenville—Dundas        |                 | Arza Clair Casselman                               | Conservateur             |
| Grey-Nord               |                 | Matthew Robert Duncan                              | Conservateur             |
| Grey-Sud-Est            |                 | Agnes Campbell Macphail                            | Progressiste             |
| Haldimand               |                 | Mark Cecil Senn                                    | Conservateur             |
| Halton                  |                 | Robert King Anderson                               | Conservateur             |
| Hamilton-Est            |                 | Sydney Chilton Mewburn                             | Conservateur             |
| Hamilton-Ouest          |                 | Charles William Bell                               | Conservateur             |
| Hastings—Peterborough   |                 | Alexander Thomas Embury                            | Conservateur             |
| Hastings-Sud            |                 | William Ernest Tummon                              | Conservateur             |
| Huron-Nord              |                 | John Warwick King                                  | Progressiste             |
| Huron-Sud               |                 | Thomas McMillan                                    | Libéral                  |
| Kenora—Rainy River      |                 | Peter Heenan                                       | Libéral                  |
| Kent                    |                 | Alexander Dew Chaplin                              | Conservateur             |
| Kingston-City           |                 | Arthur Edward Ross                                 | Conservateur             |
| Lambton-Est             |                 | Joseph Elijah Armstrong                            | Conservateur             |
| Lambton-Ouest           |                 | William Thomas Goodison                            | Libéral                  |
| Lanark                  |                 | Richard Franklin Preston                           | Conservateur             |
| Leeds                   |                 | Hugh Alexander Stewart                             | Conservateur             |
| Lincoln                 |                 | James Dew Chaplin                                  | Conservateur             |
| London                  |                 | John Franklin White                                | Conservateur             |
| Middlesex-Est           |                 | Adam King Hodgins                                  | Conservateur             |
| Middlesex-Ouest         |                 | John Campbell Elliott (au 8 mars 1926)             | Libéral                  |
| Middlesex-Ouest         |                 | John Campbell Elliott (élection partielle en 1926) | Libéral                  |
| Muskoka—Ontario         |                 | Peter McGibbon                                     | Conservateur             |
| Nipissing               |                 | Edmond Anthony Lapierre                            | Libéral                  |
| Norfolk—Elgin           |                 | John Lawrence Stansell                             | Conservateur             |
| Northumberland          |                 | Milton Edgar Maybee                                | Conservateur             |
| Ontario                 |                 | Thomas Erlin Kaiser                                | Conservateur             |
| Ottawa (Cité d')*       |                 | John Léo Chabot                                    | Conservateur             |
| Ottawa (Cité d')*       |                 | Stewart McClenaghan                                | Conservateur             |
| Oxford-Nord             |                 | Donald Matheson Sutherland                         | Conservateur             |
| Oxford-Sud              |                 | Donald Sutherland                                  | Conservateur             |
| Parkdale                |                 | David Spence                                       | Conservateur             |
| Parry Sound             |                 | James Arthurs                                      | Conservateur             |
| Peel                    |                 | Samuel Charters                                    | Conservateur             |
| Perth-Nord              |                 | David McKenzie Wright                              | Conservateur             |
| Perth-Sud               |                 | Frederick George Sanderson                         | Libéral                  |
| Peterborough-Ouest      |                 | Edward Armour Peck                                 | Conservateur             |
| Port Arthur—Thunder Bay |                 | William Fitzgerald Langworthy                      | Conservateur             |
| Prescott                |                 | Gustave Evanturel                                  | Libéral                  |
| Prince Edward—Lennox    |                 | John Hubbs                                         | Conservateur             |
| Renfrew-Nord            |                 | Ira Delbert Cotnam                                 | Conservateur             |
| Renfrew-Sud             |                 | Martin James Maloney                               | Conservateur             |
| Russell                 |                 | Alfred Goulet                                      | Libéral                  |
| Simcoe-Est              |                 | Alfred Burke Thompson                              | Conservateur             |
| Simcoe-Nord             |                 | William Alves Boys                                 | Conservateur             |
| Stormont                |                 | Charles James Hamilton                             | Conservateur             |
| Timiskaming-Nord        |                 | John Raymond O'Neill                               | Conservateur             |
| Timiskaming-Sud         |                 | Ernest Frederick Armstrong                         | Conservateur             |
| Toronto-Est             |                 | Edmond Baird Ryckman                               | Conservateur             |
| Toronto-Est-Centre      |                 | Edmund James Bristol                               | Conservateur             |
| Toronto—High Park       |                 | Alexander James Anderson                           | Conservateur             |
| Toronto-Nord-Est        |                 | Richard Langton Baker                              | Conservateur             |
| Toronto-Nord-Ouest      |                 | Thomas Langton Church                              | Conservateur             |
| Toronto-Ouest-Centre    |                 | Horatio Clarence Hocken                            | Conservateur             |
| Toronto—Scarborough     |                 | Joseph Henry Harris                                | Conservateur             |
| Toronto-Sud             |                 | George Reginald Geary                              | Conservateur             |
| Victoria                |                 | Thomas Hubert Stinson                              | Conservateur             |
| Waterloo-Nord           |                 | William Daum Euler                                 | Libéral                  |
| Waterloo-Sud            |                 | Alexander McKay Edwards                            | Conservateur             |
| Welland                 |                 | George Hamilton Pettit                             | Conservateur             |
| Wellington-Nord         |                 | Duncan Sinclair                                    | Conservateur             |
| Wellington-Sud          |                 | Hugh Guthrie                                       | Conservateur             |
| Wentworth               |                 | Gordon Crooks Wilson                               | Conservateur             |
| York-Nord               |                 | Thomas Herbert Lennox                              | Conservateur             |
| York-Ouest              |                 | Henry Lumley Drayton                               | Conservateur             |
| York-Sud                |                 | William Findlay Maclean                            | Conservateur indépendant |

### Québec
| Circonscription                 | Circonscription | Nom                                               | Parti               |
| ------------------------------- | --------------- | ------------------------------------------------- | ------------------- |
| Argenteuil                      |                 | George Halsey Perley                              | Conservateur        |
| Bagot                           |                 | Joseph Edmond Marcile (décédé en fonction)        | Libéral             |
| Bagot                           |                 | Georges Dorèze Morin (élection partielle en 1925) | Libéral             |
| Beauce                          |                 | Édouard Lacroix                                   | Libéral             |
| Beauharnois                     |                 | Maxime Raymond                                    | Libéral             |
| Bellechasse                     |                 | Charles-Alphonse Fournier                         | Libéral             |
| Berthier—Maskinongé             |                 | Joseph-Charles-Théodore Gervais                   | Libéral             |
| Bonaventure                     |                 | Charles Marcil                                    | Libéral             |
| Brome—Missisquoi                |                 | William Frederic Kay                              | Libéral             |
| Cartier                         |                 | Samuel William Jacobs                             | Libéral             |
| Chambly—Verchères               |                 | Aimé Langlois                                     | Libéral             |
| Champlain                       |                 | Arthur Lesieur Desaulniers                        | Libéral             |
| Charlevoix—Saguenay             |                 | Pierre-François Casgrain                          | Libéral             |
| Châteauguay—Huntingdon          |                 | James Alexander Robb                              | Libéral             |
| Chicoutimi                      |                 | Julien-Édouard-Alfred Dubuc                       | Libéral indépendant |
| Compton                         |                 | Joseph Étienne Letellier de Saint-Just            | Libéral             |
| Dorchester                      |                 | Lucien Cannon                                     | Libéral             |
| Drummond—Arthabaska             |                 | Wilfrid Girouard                                  | Libéral             |
| Gaspé                           |                 | Rodolphe Lemieux                                  | Libéral             |
| Hochelaga                       |                 | Édouard-Charles St-Père                           | Libéral             |
| Hull                            |                 | Joseph-Éloi Fontaine                              | Libéral             |
| Jacques-Cartier                 |                 | Joseph-Théodule Rhéaume                           | Libéral             |
| Joliette                        |                 | Jean-Joseph Denis                                 | Libéral             |
| Kamouraska                      |                 | Joseph Georges Bouchard                           | Libéral             |
| Labelle                         |                 | Henri Bourassa                                    | Indépendant         |
| Lac-Saint-Jean                  |                 | Armand Sylvestre                                  | Libéral             |
| Laprairie—Napierville           |                 | Roch Lanctôt                                      | Libéral             |
| L'Assomption—Montcalm           |                 | Paul-Arthur Séguin                                | Libéral             |
| Laurier—Outremont               |                 | Joseph-Alexandre Mercier                          | Libéral             |
| Laval—Deux-Montagnes            |                 | Liguori Lacombe                                   | Libéral             |
| Lévis                           |                 | Joseph-Étienne Dussault                           | Libéral             |
| L'Islet                         |                 | Joseph-Fernand Fafard                             | Libéral             |
| Lotbinière                      |                 | Joseph-Achille Verville                           | Libéral             |
| Maisonneuve                     |                 | Clément Robitaille                                | Libéral             |
| Matane                          |                 | Georges-Léonidas Dionne                           | Libéral             |
| Mégantic                        |                 | Eusèbe Roberge                                    | Libéral             |
| Montmagny                       |                 | Leo Kemner Laflamme                               | Libéral             |
| Mont-Royal                      |                 | Robert Smeaton White                              | Conservateur        |
| Nicolet                         |                 | Joseph-Félix Descoteaux                           | Libéral             |
| Pontiac                         |                 | Frank S. Cahill                                   | Libéral             |
| Portneuf                        |                 | Michel-Siméon Delisle                             | Libéral             |
| Québec—Montmorency              |                 | Henri-Edgar Lavigueur                             | Libéral             |
| Québec-Est                      |                 | Ernest Lapointe                                   | Libéral             |
| Québec-Ouest                    |                 | Georges Parent                                    | Libéral             |
| Québec-Sud                      |                 | Charles Gavan Power                               | Libéral             |
| Richelieu                       |                 | Pierre-Joseph-Arthur Cardin                       | Libéral             |
| Richmond—Wolfe                  |                 | Edmund William Tobin                              | Libéral             |
| Rimouski                        |                 | Eugène Fiset                                      | Libéral             |
| Sainte-Anne                     |                 | James John Edmund Guerin                          | Libéral             |
| Saint-Antoine                   |                 | Leslie Gordon Bell                                | Conservateur        |
| Saint-Denis                     |                 | Joseph-Arthur Denis                               | Libéral             |
| Saint-Henri                     |                 | Paul Mercier                                      | Libéral             |
| Saint-Hyacinthe—Rouville        |                 | René Morin                                        | Libéral             |
| Saint-Jacques                   |                 | Fernand Rinfret                                   | Libéral             |
| Saint-Jean—Iberville            |                 | Aldéric-Joseph Benoit                             | Libéral             |
| Saint-Laurent—Saint-Georges     |                 | Charles Cahan                                     | Conservateur        |
| Sainte-Marie                    |                 | Hermas Deslauriers                                | Libéral             |
| Shefford                        |                 | Georges Henri Boivin                              | Libéral             |
| Sherbrooke                      |                 | Charles Benjamin Howard                           | Libéral             |
| Stanstead                       |                 | Willis Keith Baldwin                              | Libéral             |
| Témiscouata                     |                 | Jean-François Pouliot                             | Libéral             |
| Terrebonne                      |                 | Jules-Édouard Prévost                             | Libéral             |
| Trois-Rivières-et-Saint-Maurice |                 | Arthur Bettez                                     | Libéral             |
| Vaudreuil—Soulanges             |                 | Lawrence Alexander Wilson                         | Libéral             |
| Wright                          |                 | Fizalam-William Perras                            | Libéral             |
| Yamaska                         |                 | Aimé Boucher                                      | Libéral             |

### Saskatchewan
| Circonscription  | Circonscription | Nom                                                      | Parti        |
| ---------------- | --------------- | -------------------------------------------------------- | ------------ |
| Assiniboia       |                 | Robert McKenzie                                          | Libéral      |
| Battleford Sud   |                 | John Vallance                                            | Libéral      |
| Humboldt         |                 | Albert Frederick Totzke                                  | Libéral      |
| Kindersley       |                 | Archibald M. Carmichael                                  | Progressiste |
| Last Mountain    |                 | William Russell Fansher                                  | Progressiste |
| Lac-Long         |                 | John Frederick Johnston                                  | Progressiste |
| Mackenzie        |                 | Milton Neil Campbell                                     | Progressiste |
| Maple Creek      |                 | George Spence                                            | Libéral      |
| Melfort          |                 | Malcolm McLean                                           | Libéral      |
| Melville         |                 | William Richard Motherwell                               | Libéral      |
| Moose Jaw        |                 | John Gordon Ross                                         | Libéral      |
| North-Battleford |                 | Cameron Ross McIntosh                                    | Libéral      |
| Prince Albert    |                 | Charles McDonald (au 15 janvier 1926)                    | Libéral      |
| Prince Albert    |                 | William Lyon Mackenzie King (élection partielle en 1926) | Libéral      |
| Qu'Appelle       |                 | John Millar                                              | Progressiste |
| Regina           |                 | Francis Nicholson Darke (démissionne le 20 février 1926) | Libéral      |
| Regina           |                 | Charles Avery Dunning (élection partielle en 1926)       | Libéral      |
| Rosetown         |                 | John Evans                                               | Progressiste |
| Saskatoon        |                 | Alexander MacGillivray Young                             | Libéral      |
| Swift Current    |                 | Charles Edward Bothwell                                  | Libéral      |
| Weyburn          |                 | Edward James Young                                       | Libéral      |
| Willow Bunch     |                 | Thomas F. Donnelly                                       | Libéral      |
| Yorkton          |                 | George Washington McPhee                                 | Libéral      |

### Yukon
| Circonscription | Circonscription | Nom          | Parti        |
| --------------- | --------------- | ------------ | ------------ |
| Yukon           |                 | George Black | Conservateur |

## Sources
- Site web du Parlement du Canada

- (en) Cet article est partiellement ou en totalité issu de l’article de Wikipédia en anglais intitulé « 15th Canadian Parliament » (voir la liste des auteurs).